# Maslinova grana
Maslinova grana ili maslinova grančica, je grana maslinovog stabla. Poznata je prije svega kao jedan od najstarijih i najpoznatijih simbola mira u zapadnoj kulturi, čija upotreba datira od antičke Grčke u 5. stoljeću Pr. Kr.
Maslinova grančica se danas simbolički koristi u grbu SAD, kao i u grbovima i zastavama UN, odnosno zastavi i grbu Cipra.